# Sentiero nazionale d'Israele

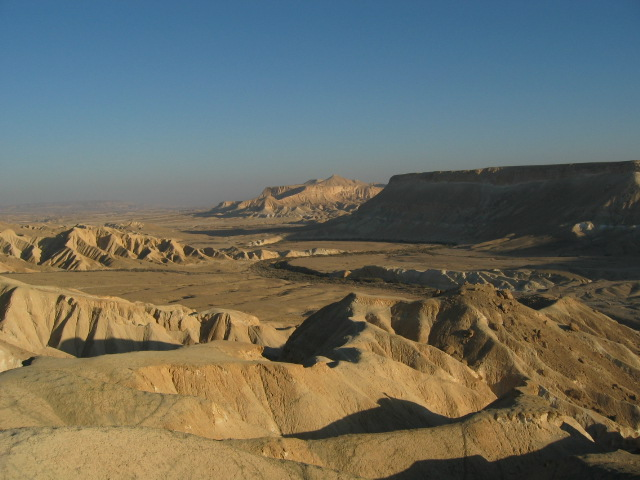
Deserto del Negev nel sud

Il sentiero nazionale d'Israele (in ebraico: שביל ישראל, Shvil Yisrael) è un percorso escursionistico che attraversa l'intero Stato d'Israele da nord a sud. Parte a Dan, vicino al confine libanese, e si estende fino ad Eilat nell'estremo sud israeliano, nei pressi del Mar Rosso. Il sentiero è lungo circa 940 chilometri e, se percorso in maniera continuativa, richiede dai 30 ai 70 giorni per essere completato. Il SNI è marcato da un segnavia composto da tre strisce dipinte su rocce visibili lungo il sentiero.

## Tappe
Il sentiero è diviso in 12 tappe:
1. Dalla cresta Naftali alle scogliere Ramim (alta Galilea).
2. Dalla Kadesh Ili alla rocca Yesha (alta Galilea).
3. Dal torrente Meron fino ad Ein Zeved e alle rovine di Shema (alta Galilea).
4. Monte Tabor (bassa Galilea).
5. Torrente Tzippori (bassa Galilea).
6. Torrente Ma'apilim / Nakhash (Monte Carmelo).
7. Catena Shayarot (Montagne della Giudea).
8. Dalle rovine di Yatir fino alla cava Dragot.
9. Da Mamshit al torrente Mamshit (Negev).
10. Da Mitzpe Ramon al cratere Ramon (Negev).
11. Dal torrente Kisuy alla valle Ovda (Negev)
12. Torrente Shkhoret (montagne d'Eilat).

## Storia
Il sentiero nazionale d'Israele è stato segnato ufficialmente nel 1991. È stato concepito e sviluppato per dare ai percorritori una visione di tutti i possibili ambienti e paesaggi israeliani. Le varie tappe sono state studiate e aggiunte proprio a questo scopo.